# Ťiang Chua
Ťiang Chua (čínsky pchin-jinem Jiāng Huá, znaky zjednodušené 江华; 1. srpna 1907 – 24. prosince 1999) byl čínský komunistický právník a politik, předseda Nejvyššího lidového soudu (1975–1983), předtím první tajemník čeťiangského provinčního výboru KS Číny (1954–1967). Byl členem širšího vedení Komunistické strany Číny jako kandidát (1956–1967 a 1973–1977) a člen (1977–1982) ústředního výboru KS Číny a poté člen stálého výboru ústřední poradní komise KS Číny (1982–1992).

## Život
Ťiang Chua se narodil 1. srpna 1907 v okrese Ťiang-chua na jihu provincie Chu-nan ve středostavovské rodině náležející k jaoské národnosti. Ve 13 letech byl přijat na okresní základní školu, poté na střední školu a od léta 1925 studoval na Chunanské učitelské škole č. 3. V říjnu 1925 vstoupil do Komunistického svazu mládeže a v prosinci 1926 odešel pracovat do odborů města Cheng-jang a stal se členem Komunistické strany Číny, přičemž se soustředil na práci s mládeží a činnost v odborech.
V dubnu 1928 se Ťiang Chua stal tajemníkem okresního výboru KS Číny v Čcha-lingu, od května se účastnil bojů v sovětské oblasti oblasti Ťing-kang-šan, od října se stal Mao Ce-tungovým tajemníkem. Od roku 1929 působil jako politický instruktor a komisař v útvarech 1. frontu Rudé armády, od roku 1932 jako politický komisař různých divizí ve 3. sboru. Účastnil se Dlouhého pochodu, který zakončil jako vedoucí politického oddělení 13. brigády. Poté pokračoval v politické práci v komunistických vojscích v Jen-anu, Šan-tungu a An-chueji. Na podzim 1945 byl přeložen do Liao-tungu, kde nastoupil do funkce druhého tajemníka provinčního výboru KS Číny a druhého politického komisaře provinčních vojsk, podílel se na provádění pozemkové reformy, převzal úřad tajemníka provinčního výboru KS Číny v An-tungu a politického komisaře tamních vojsk.
V červnu 1949 byl přeložen na jih do provincie Če-ťiang, na místo tajemníka městského výboru KS Číny a starosty Chang-čou. V červenci 1951 se stal zástupcem tajemníka čeťiangského provinčního výboru KS Číny. Od roku 1954 řídil čeťiangskou stranickou organizaci z pozice tajemníka (od roku 1956 prvního tajemníka) provinčního výboru. Současně od roku 1955 předsedal provinčnímu výboru Čínského lidového politického poradního shromáždění a jako politický komisař vojenské oblasti Če-ťiang se podílel na velení vojskům Čínské lidové osvobozenecké armády v provincii. Na VIII. sjezdu KS Číny v září 1956 byl zvolen kandidátem ústředního výboru. Později (v 60. letech) se stal i jedním z tajemníků východočínského byra ÚV KS Číny a pátým politickém komisařem Nankingského vojenského okruhu.
Po začátku kulturní revoluce byl Ťiang Chua zadržen a kritizován. V lednu 1967 Čou En-laj, aby ho ochránil před perzekucí, nařídil jeho odvoz do Pekingu. Po období práce v továrně nedaleko Pekingu byl v roce 1969 přeložen do arzenálu v Chu-peji.
Na X. sjezdu KS Číny v srpnu 1973 byl opět zvolen kandidátem ústředního výboru. V lednu 1975 byl Všečínským shromážděním lidových zástupců zvolen předsedou Nejvyššího lidového soudu (znovuzvolen roku 1978). Na XI. sjezdu KS Číny v srpnu 1977 byl zvolen členem ústředního výboru, roku 1978 byl zvolen poslancem Všečínského shromáždění lidových zástupců. Po zasedání ústředního výboru KS Číny v prosinci 1978 řídil práci soudního systému při přezkumu a nápravě rozsudků z období kulturní revoluce. V roce 1980 ho stálý výbor Všečínského shromáždění lidových zástupců jmenoval předsedou zvláštního tribunálu Nejvyššího lidového soudu, který vedl proces s „kontrarevoluční klikou Lin Piaa a Ťiang Čching“.
Na XII. sjezdu KS Číny v září 1982 odešel z ústředního výboru, náhradou byl zvolen členem stálého výboru ústřední poradní komise Komunistické strany Číny (znovuzvolen 1985 a 1987, ve funkci do sjezdu roku 1992). Z úřadu předsedy Nejvyššího lidového soudu odešel po uplynutí druhého funkčního období v červnu 1983, nahradil ho Čeng Tchien-siang.
Zemřel 24. prosince 1999 v Chang-čou.